# Хемоінформатика
Хе́моінформа́тика (англ. cheminformatics) — застосування комп’ютера та інформатики до проблем хімії. Ці так звані методи in silico використовуються для фармацевтичних досліджень під час пошуку нових лікарських засобів. Ці методи можуть також використовуватися в хімічних та суміжних галузях промисловості в різноманітних формах.

## Історія
Термін хемоінформатика був введений Ф. К. Брауном у 1998 році : 

«Хемоінформатика – це поєднання тих інформаційних ресурсів, що дозволяють перетворити дані в інформацію, а інформацію в знання, які призначенні для досягнення мети більш швидкого прийняття найкращих рішень у процесі створення та вдосконалення лікарських засобів.Оригінальний текст (англ.)
Chemoinformatics is the mixing of those information resources to transform data into information and information into knowledge for the intended purpose of making better decisions faster in the area of drug lead identification and optimization.